# Kupčina Žumberačka
Kupčina Žumberačka – wieś w Chorwacji, w żupanii zagrzebskiej, w gminie Žumberak. W 2011 roku liczyła 39 mieszkańców.